# Pericoma pallida
Pericoma pallida är en tvåvingeart som beskrevs av Vaillant 1978. Pericoma pallida ingår i släktet Pericoma och familjen fjärilsmyggor. Inga underarter finns listade i Catalogue of Life.